# Morne de Saint-Sébastien
Morne de Saint-Sébastien är ett berg i Kanada.   Det ligger i provinsen Québec, i den sydöstra delen av landet, 400 km öster om huvudstaden Ottawa. Toppen på Morne de Saint-Sébastien är 810 meter över havet, eller 319 meter över den omgivande terrängen. Bredden vid basen är 6,3 km.
Terrängen runt Morne de Saint-Sébastien är platt åt nordost, men åt sydväst är den kuperad.Runt Morne de Saint-Sébastien är det glesbefolkat, med 9 invånare per kvadratkilometer.. Närmaste större samhälle är Lac-Mégantic, 19,8 km söder om Morne de Saint-Sébastien.
I omgivningarna runt Morne de Saint-Sébastien växer i huvudsak blandskog.